# The Legend of Zelda (videospil)
|  | Denne artikel omhandler det første spil i serien af samme navn. For information om hele serien, se The Legend of Zelda (spilserie) |
The Legend of Zelda er et computerspil, som udkom til Nintendo Entertainment System i 1987 og til Game Boy Advance i 2004. Spillet udkom også i 2003 som en del af The Legend of Zelda: Collector's Edition til GameCube.
Spillet er det første spil i The Legend of Zelda-serien. Man spiller en dreng ved navn Link, og man skal igennem en masse dungeons (huler eller templer) for at samle alle otte Triforce stykker, som Ganon har spredt over hele landet.